# 諾韋塞洛 (外喀爾巴阡州)
48°7′5″N 22°53′25″E / 48.11806°N 22.89028°E

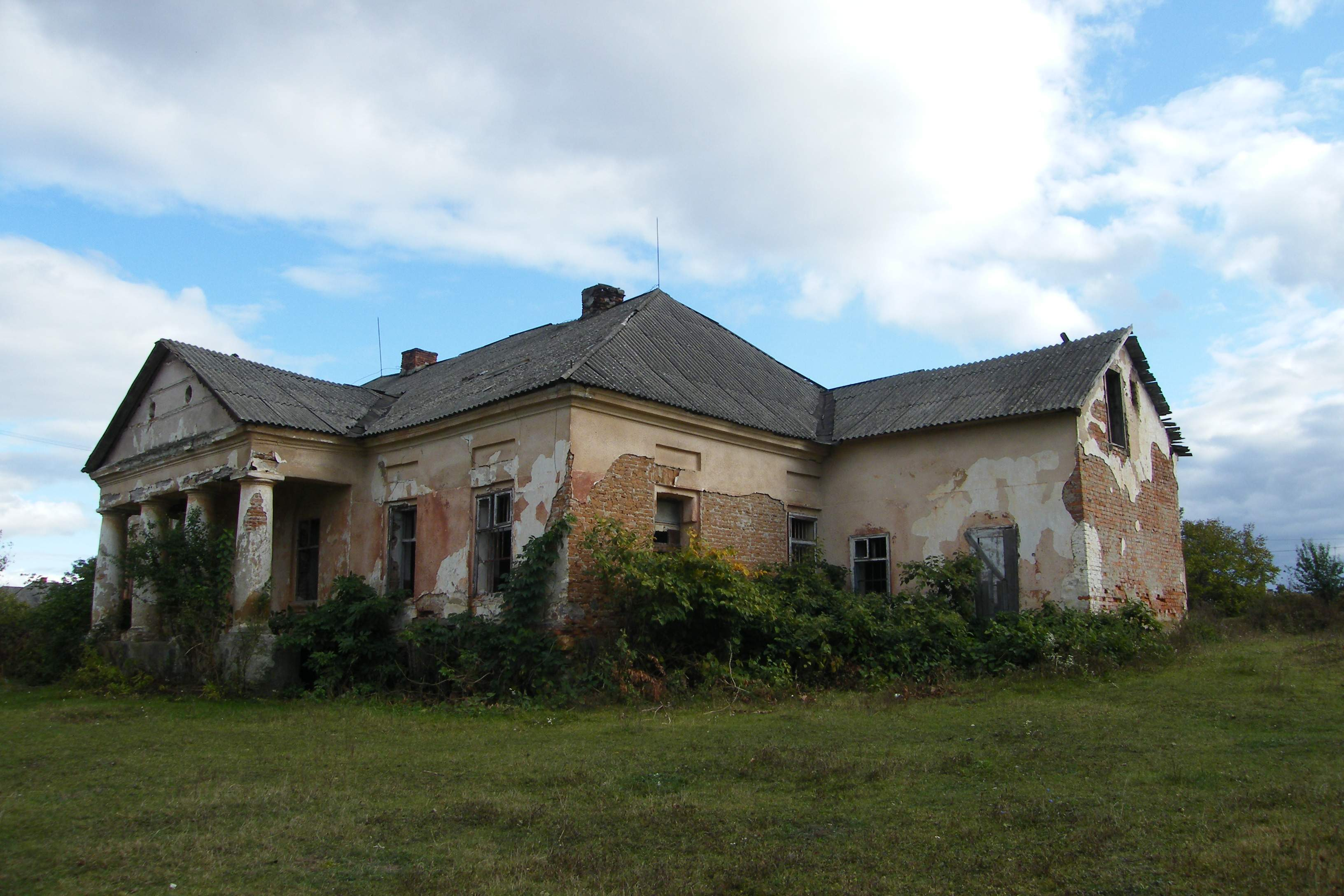
旧庄园建筑

諾韋塞洛（直译：新村）是位於烏克蘭西部外喀爾巴阡州貝雷霍韋區维洛克市镇的村莊，始建於1256年，面積4.09平方公里，海拔高度121米，2001年人口1,865，人口密度每平方公里460人。